# Novastoa lamellosa
Novastoa lamellosa är en snäckart som först beskrevs av Hutton 1873.  Novastoa lamellosa ingår i släktet Novastoa och familjen Vermetidae. Inga underarter finns listade i Catalogue of Life.